# Liliane Roehrs
Liliane Roehrs (* 17. März 1900; † 7. September 1975 in Hannover) war eine der ersten und erfolgreichsten Automobil-Rennfahrerinnen in Deutschland und Mitbegründerin und Präsidentin des Deutschen Damen Automobil Club.

## Leben
Liliane Roehrs heiratete den in Hannover tätigen Vertreter für die Kraftfahrzeug-Hersteller Hanomag und Adlerwerke  Bobby Roehrs. Carl G. Roehrs, der zur selben Familie gehörte, gründete  im Jahr 1925 die gleichnamige Automobilhandlung.
Liliane Roehrs gehörte zu den „sieben sportlich aktiven und progressiven Damen“, die 1926 den Deutschen Damen Automobil Club (DDAC) gründeten.
Liliane Roehrs liebte das Fahren mit Autos, nicht nur mit dem Hanomag -Kommissbrot, mit dem sie in selbstbewusster Pose und „in Hosen“ auf Fotografien abgelichtet wurde. Schnelle Autos waren ihre Leidenschaft: 1928 erlitt die ehrgeizige und wagemutige Fahrerin beim Hainberg-Rennen in Göttingen einen schweren Unfall: Im offenen Wagen ohne Dach und ohne Sturzhelm bremste sie zu stark und überschlug sich mit ihrem Wagen. Doch nach ihrer Genesung zeigte sie sich schon im selben Jahr als Rennfahrerin bei der Internationalen Alpenfahrt 1928 gegenüber der männlichen Konkurrenz überlegen.
Eine weitere Fotografie hielt die Rennfahrerin mit einem männlichen Beifahrer in einem BMW am Ziel der Internationalen Alpenfahrt 1934 fest. Im Jahr 1936 wurde sie erstmals zur Präsidentin des Deutschen Damen Automobil Clubs gewählt.
Nach dem Zweiten Weltkrieg und noch unter der Britischen Militärregierung fand sich bereits am 17. Januar 1946 der Eintrag in das Clubgästebuch des DDAC unter der Überschrift „I. Zusammenkunft nach dem Kriege“, ab demselben Jahr übernahm Liliane Roehrs dann die mehr als ein Viertel Jahrhundert andauernde Präsidentschaft über den DDAC. Die als eingetragener Verein organisierte Einrichtung wurde offiziell jedoch erst am 24. März 1949 neu gegründet; und auf der ersten offiziellen Mitgliederversammlung nach dem Krieg, die in Hannover stattfand, wurde Roehrs als Präsidentin in ihrem Amt bestätigt. Ihre Stellvertreterin wurde Martha Beindorff, zur Schatzmeisterin wurde Milly Wöltje bestellt.
1950 errang Roehrs als 50-Jährige – Unterlagen über ihren damaligen Beifahrer konnten in jüngerer Zeit nicht aufgefunden werden – bei der Deutschlandfahrt die Goldmedaille. Doch erst 1953 organisierte Roehrs das 1. Deutsche Damenralley, und bis 1970 dann insgesamt neunzehn dieser den Frauen vorbehaltenen Rennen, aus denen sich später die Deutschen Touristischen Orientierungsfahrten entwickelten. 1973 gab Roehrs ihr Präsidentenamt aus gesundheitlichen Gründen an Maria Fauvet weiter.
Liliane Roehrs steht in einer Reihe mit herausragenden Automobilistinnen wie Bertha Benz, Camille du Gast, Elisabeth Junek, Hanni Köhler, Dorothy Levitt, Erika Mann, Ernes Merck, Sophie Opel, Irmgard von Opel, Ewy Rosqvist, Ilse Thouret, Kirsi Kainulainen, Jutta Kleinschmidt, Ellen Lohr, Michèle Mouton, Susie Wolff, Maria Teresa de Filippis und Isolde Holderied. Sie alle fanden Beachtung im Zusammenhang mit der Ausstellung Frauen geben Gas!, die als Teil der Automobilgeschichte im Automuseum Central Garage in Bad Homburg vor der Höhe zu sehen war; laut der DDAC-Ehrenpräsidentin Sylvia Thießen-Lüders bis Mitte Oktober 2017.